# CFM International
CFM International és una aliança d'empreses entre GE Aviation, una divisió de General Electric dels Estats Units i Safran Aircraft Engines (abans coneguda com a Snecma), una divisió de Safran de França. L'empresa va ser formada per construir i donar suport a les sèries CFM56 de motors turboventiladors.
Els noms de CFM International i el CFM56 són derivat dels noms dels dissenys comercials de motors comercial de les dues empreses mare: El CF6 de GE i els M56 de Snecma.
Des de la seva fundació el 1974 fins a 2011, CFM Internacional ha proporcionat més de 23.000 motors per més de 500 clients per tot el món.

## Productes
- CFM International CFM56 (F108) és el motor turboventilador més produït en l'aviació comercial. Propulsa els populars avions de passatgers Boeing 737 i Airbus A320.[2]
- CFM International LEAP